# Miloșești
Miloșești est une commune du județ de Ialomița en Roumanie.